# Список польотів космічних човників

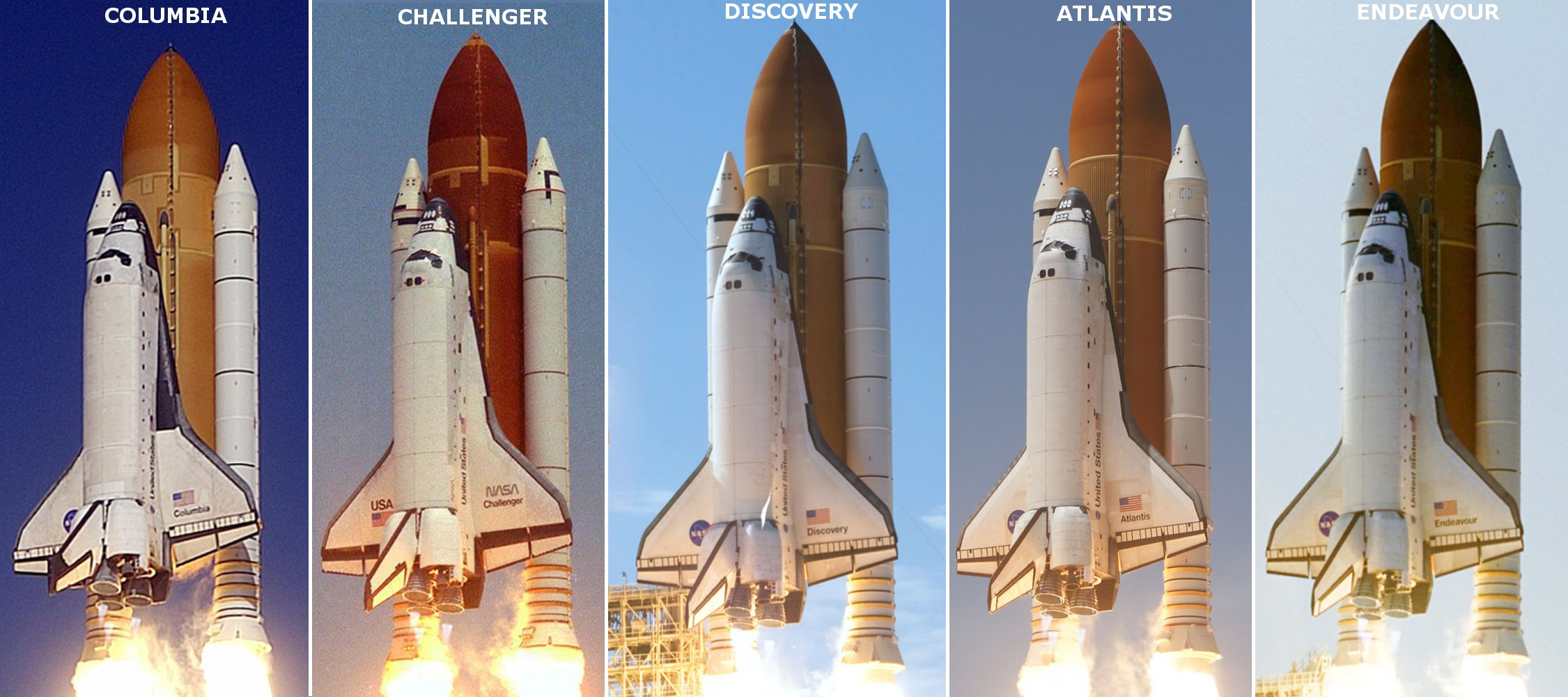
5 американських шатлів, які побували у космосі

Спи́сок польо́тів космі́чних чо́вників — список із 136 польотів, які здійснили космічні човники в історії.
Станом на 2019 рік у космос літало шість кораблів цього типу. П'ять американських шатлів (англ. space shuttle), здійснили 135 польотів і 1 політ 15 листопада 1988 року здійснив радянський човник Буран. Американська програма «Space shuttle» проіснувала трохи більше 30 років — з 12 квітня 1981 по 21 липня 2011 року. Після закриття цієї програми польоти космічних човників не проводилися.

## Назви місій американських космічних човників
Американська програма космічних польотів має офіційну назву Space Transportation System, саме від неї походять назви всіх американських місій човників, які містять скорочення STS.
Спочатку місіям надавали порядкові номери, які відповідали черзі стартів (нп. STS-9).
В 1984 року було змінено систему позначень, кожній місії почали надавати кодове позначення, в якому першою цифрою була остання цифра року в якому проводився старт, друга цифра позначала місце старту місії (1 — Космічний центр Кеннеді; 2 — Військово-повітряна база Вандерберг — з якої так і не було зроблено жодного старту. Буква позначала номер польоту зробленого протягом року з тієї самої бази. Наприклад місія STS-41-B була другою місією (B) яка стартувала з Космічного центру Кеннеді (1) в 1984 року (4). Коди місій тепер не змінювалися у випадках перенесення місій і зміну їх порядку проведення.
Після катастрофи Челленджера під час місії STS-51-L у позначенні місій знову почали вживати порядкові номери, беручи в нумерації до уваги польоти які вже відбулися. Але на відміну від позначень до 1984 року номери почали приписувати до місій вже на етапі їх планування, не змінюючи їх разом зі змінами в послідовності стартів.
Ймовірні рятувальні місії мали позначатися номерами, які починалися б від STS-300.

## Статистика польотів човників
Ця таблиця враховує всі місії програми STS і політ човника Буран.
| Човник         | Перший політ      | Перебування в космосі [д.] | Обертів навколо Землі | Дистанція польотів [км] | Кількість місій | Найдовша місія | Екіпаж | Виходи у відкритий космос | Стикування з Мир/МКС | Виведені супутники |
| -------------- | ----------------- | -------------------------- | --------------------- | ----------------------- | --------------- | -------------- | ------ | ------------------------- | -------------------- | ------------------ |
| Колумбія (†)   | 12 квітня 1981    | 300,74 д                   | 4 808                 | 201 497 772             | 28              | 17,66 д        | 160    | 7                         | 0 / 0                | 8                  |
| Челленджер (†) | 4 квітня 1983     | 62,33 д                    | 995                   | 41 527 416              | 10              | 8,23 д         | 60     | 6                         | 0 / 0                | 10                 |
| Діскавері      | 30 серпня 1984    | 351,74 д                   | 5 628                 | 238 539 663             | 39              | 15,1 д         | 246    | 46                        | 1 / 13               | 31                 |
| Атлантіс       | 3 жовтня 1985     | 306,59 д                   | 4 848                 | 202 673 974             | 33              | 13,84 д        | 195    | 31                        | 7 / 12               | 14                 |
| Індевор        | 7 травня 1992     | 296,14 д                   | 4 677                 | 197 761 262             | 25              | 16,63 д        | 173    | 54                        | 1 / 12               | 3                  |
| STS Разом      | -                 | 1317,54 д                  | 20 956                | 882 000 087             | 135             | 17,66 д        | 834    | 144                       | 9 / 37               | 66                 |
| Буран          | 15 листопада 1988 | 0,14 д                     | 2                     | 83 307                  | 1               | 0,14 д         | 0      | 0                         | 0 / 0                | 0                  |

## Список польотів
| Політ | День         | Рік  | Місія    | Човник     | Екіпаж | Тривалість | База       | Емблема | Додаткові відомості про політ |
| 1.    | 12 квітня    | 1981 | STS-1    | Колумбія   | 2      | 2д 6г      | Едвардс    |         | Перша місія космічного човника. Перший політ шатла Колумбія. |
| 2.    | 12 листопада | 1981 | STS-2    | Колумбія   | 2      | 2д 6г      | Едвардс    |         | Перше повторне використанні космічного апарата в історії. Тестування механічної руки шатла. Місія була перервана через технічні проблеми з шатлом. |
| 3.    | 22 березня   | 1982 | STS-3    | Колумбія   | 2      | 8д 0г      | Вайт Сендс |         | Політ човника в рамках програми R&D. Перше і єдине приземлення човника на космодромі Вайт Сендс. |
| 4.    | 27 червня    | 1982 | STS-4    | Колумбія   | 2      | 7д 1г      | Едвардс    |         | Наступний і останній політ в рамках програми R&D. Перший комерційний вантаж. |
| 5.    | 11 листопада | 1982 | STS-5    | Колумбія   | 4      | 5д 2г      | Едвардс    |         | Вперше з шатла запущено супутники: комерційний ANIK C-3 і телекомунікаційний SBS-C. |
| 6.    | 4 квітня     | 1983 | STS-6    | Челленджер | 4      | 5д 0г      | Едвардс    |         | Перший політ Челленджера. Перший вихід в відкритий космос з шатла (Петерсон і Масгрейв). Виведено перший супутник відстеження даних і ретрансляції (TDRS-1). |
| 7.    | 18 червня    | 1983 | STS-7    | Челленджер | 5      | 6д 2г      | Едвардс    |         | Запущено два телекомунікаційних супутника. Перша американська космонавтка (Райд). Дослідження поведінки колонії мурашок в умовах невагомості. Різні мікрогравітаційні експерименти. |
| 8.    | 30 серпня    | 1983 | STS-8    | Челленджер | 5      | 6д 1г      | Едвардс    |         | Перший афроамериканський космонавт (Блуфорд). Вперше запуск і посадка вночі. Виведено супутник для Індії INSAT-1B. Спостереження поведінки щурів в космосі. |
| 9.    | 28 листопада | 1983 | STS-9    | Колумбія   | 6      | 10д 7г     | Едвардс    |         | Перша місія орбітальної лабораторії Спейслеб. Перший космонавт Європейського космічного агентства, перший західнонімецький космонавт, і перший неамериканець в американському апараті (Мерболд). |
| 10.   | 3 лютого     | 1984 | STS-41-B | Челленджер | 5      | 7д 23г     | Кеннеді    |         | Першей вихід з шатла в відкритий космос без прив'язі (МакКендлесс і Стюарт). Виведено супутники WESTAR-VI і PALAPA-B2, але не на правильні орбіти. |
| 11.   | 6 квітня     | 1984 | STS-41-C | Челленджер | 5      | 6д 23г     | Едвардс    |         | Виведено LDEF, щоб згодом забрати шатлом. Вловлено, зремонтовано і знову виведено на орбіту несправний супутник Solar Maximum Mission. |
| 12.   | 30 серпня    | 1984 | STS-41-D | Діскавері  | 6      | 6д 0г      | Едвардс    |         | Перший політ Діскавері. Випробування експериментальних сонячних батарей; виведено три супутника. |
| 13.   | 5 жовтня     | 1984 | STS-41-G | Челленджер | 7      | 8д 5г      | Кеннеді    |         | Виведено супутник ERBS. Перша ПКД американської космонавтки (Саллівен). Перший канадійський космонавт (Гарно). Вперше в польоті дві космонавтки (Райд і Саллівен). |
| 14.   | 8 листопада  | 1984 | STS-51-A | Діскавері  | 5      | 7д 23г     | Кеннеді    |         | Виведено на орбіту два телекомунікаційних супутника. Повернено на Землю два несправних супутника. |
| 15.   | 24 січня     | 1985 | STS-51-C | Діскавері  | 5      | 3д 1г      | Кеннеді    |         | Перша місія для Міністерства оборони США. Засекречений корисний вантаж, імовірно супутник збору розвідувальної інформації. |
| 16.   | 12 квітня    | 1985 | STS-51-D | Діскавері  | 7      | 6д 23г     | Кеннеді    |         | Виведено телекомунікаційний супутник. Різноманітні наукові експерименти. Перший сенатор-космонавт (Гарн). |
| 17.   | 29 квітня    | 1985 | STS-51-B | Челленджер | 7      | 7д 0г      | Едвардс    |         | Друга місія Спейслеб; мікрогравітаційні експерименти. Спостереження поведінки мавп і гризунів у космосі. |
| 18.   | 17 червня    | 1985 | STS-51-G | Діскавері  | 7      | 7д 1г      | Едвардс    |         | Виведено три телекомунікаціні супутники. Різноманітні наукові експерименти. Перший саудівський і перший арабський космонавт (Аль Сауд). |
| 19.   | 29 липня     | 1985 | STS-51-F | Челленджер | 7      | 7д 22г     | Едвардс    |         | Місія Спейслеб-2; різноманітні наукові експерименти. Виведено три телекомунікаціні супутники. |
| 20.   | 27 серпня    | 1985 | STS-51-I | Діскавері  | 5      | 7д 2г      | Едвардс    |         | Виведено три телекомунікаціні супутники. Вловлено, зремонтовано і знову виведено на орбіту супутник LEASAT-3. |
| 21.   | 3 жовтня     | 1985 | STS-51-J | Атлантіс   | 5      | 4д 1г      | Едвардс    |         | Перший політ Атлантіса. Друга місія Міністерства оборони США. Засекречений корисний вантаж, імовірно два телекомунікаційні супутники. |
| 22.   | 30 жовтня    | 1985 | STS-61-A | Челленджер | 8      | 7д 0г      | Едвардс    |         | Оплачена Німеччиною місія Спейслеб; мікрогравітаційні експерименти. Вперше в екіпажі восьмеро. Вперше в американському апараті троє іноземців. Вперше в американському апараті двоє німців. Перший нідерландський космонавт (Окелс). |
| 23.   | 26 листопада | 1985 | STS-61-B | Атлантіс   | 7      | 6д 21г     | Едвардс    |         | Виведено три телекомунікаціні супутники. Демонстрація техніки конструювання на орбіті. Перший мексиканський космонавт (Вела). |
| 24.   | 12 січня     | 1986 | STS-61-C | Колумбія   | 7      | 6д 2г      | Едвардс    |         | Виведено супутник зв'язку. Різноманітні наукові експерименти. |
| 25.   | 28 січня     | 1986 | STS-51-L | Челленджер | 7 (†)  | 73сек      | -          |         | Вибух на 73 секунді після запуску, загинув весь екіпаж. |
| 26.   | 29 вересня   | 1988 | STS-26   | Діскавері  | 5      | 4д 1г      | Едвардс    |         | Відновлення польтів шатлів після вибуху Челленджера. Виведено супутник TDRS-3. |
|       | 15 листопада | 1988 | 1K1      | Буран 1.01 | 0      | 0д 3г      | Байконур   |         | Пробний політ радянського космічного човника (завершився успіхом). |
| 27.   | 2 грудня     | 1988 | STS-27   | Атлантіс   | 5      | 4д 9г      | Едвардс    |         | Місія Міністерства оборони США. Засекречений корисний вантаж, офіційно супутник радіолокаційної розвідки Lacrosse-1. |
| 28.   | 13 березня   | 1989 | STS-29   | Діскавері  | 5      | 4д 23г     | Едвардс    |         | Виведено супутник TDRS-4. Різноманітні наукові експерименти. |
| 29.   | 4 травня     | 1989 | STS-30   | Атлантіс   | 5      | 4д 0г      | Едвардс    |         | Виведено зонд Магеллан. |
| 30.   | 8 серпня     | 1989 | STS-28   | Колумбія   | 5      | 5д 1г      | Едвардс    |         | Місія Міністерства оборони США. Засекречений корисний вантаж, офіційно військові телекомунікаційні і розвідувальні супутники. |
| 31.   | 18 жовтня    | 1989 | STS-34   | Атлантіс   | 5      | 4д 23г     | Едвардс    |         | Виведено зонд Галілео. |
| 32.   | 22 листопада | 1989 | STS-33   | Діскавері  | 5      | 5д 0г      | Едвардс    |         | Місія Міністерства оборони США. Засекречений корисний вантаж, офіційно розвідувальний супутник. Перший афроамериканський командир шатла (Грегорі). |
| 33.   | 9 січня      | 1990 | STS-32   | Колумбія   | 5      | 10д 21г    | Едвардс    |         | Виведено військовий телекомунікаційний супутник. Забрано супутник LDEF, виведений 6 квітня 1984 року в місії STS-41-C (Челленджер). |
| 34.   | 28 лютого    | 1990 | STS-36   | Атлантіс   | 5      | 4д 10г     | Едвардс    |         | Місія Міністерства оборони США. Засекречений корисний вантаж, офіційно розвідувальний супутник. |
| 35.   | 24 квітня    | 1990 | STS-31   | Діскавері  | 5      | 5д 1г      | Едвардс    |         | Виведено Телескоп Хаббл. |
| 36.   | 6 жовтня     | 1990 | STS-41   | Діскавері  | 5      | 4д 2г      | Едвардс    |         | Виведено зонд Уліс. Різноманітні наукові експерименти. |
| 37.   | 15 листопада | 1990 | STS-38   | Атлантіс   | 5      | 4д 21г     | Кеннеді    |         | Місія Міністерства оборони США. Засекречений корисний вантаж, офіційно розвідувальний супутник. |
| 38.   | 2 грудня     | 1990 | STS-35   | Колумбія   | 7      | 8д 23г     | Едвардс    |         | Ультрафіолетова й X-променева (рентгенівська) астрономія (обсерваторія ASTRO-1). |
| 39.   | 5 квітня     | 1991 | STS-37   | Атлантіс   | 5      | 5д 23г     | Едвардс    |         | Виведено телескоп Compton Gamma Ray Observatory. |
| 40.   | 28 квітня    | 1991 | STS-39   | Діскавері  | 7      | 8д 7г      | Кеннеді    |         | Місія Міністерства оборони США. Частково засекречений корисний вантаж, включно з різними науковими експериментами і спостереженнями. |
| 41.   | 5 червня     | 1991 | STS-40   | Колумбія   | 7      | 9д 2г      | Едвардс    |         | Місія Спейслеб з вивчення людських органів і систем, гризунів і медуз. |
| 42.   | 2 серпня     | 1991 | STS-43   | Атлантіс   | 5      | 8д 21г     | Кеннеді    |         | Виведено супутник TDRS-5. |
| 43.   | 12 вересня   | 1991 | STS-48   | Діскавері  | 5      | 5д 8г      | Едвардс    |         | Виведено метеорологічний супутник UARS. |
| 44.   | 24 листопада | 1991 | STS-44   | Атлантіс   | 6      | 6д 22г     | Едвардс    |         | Місія Міністерства оборони США. Виведено супутник Defense Support Program. |
| 45.   | 22 січня     | 1992 | STS-42   | Діскавері  | 7      | 8д 1г      | Едвардс    |         | Перша міжнародна мікрогравітаційна лабораторія (IML-1); експерименти медико-біологічні і обробки матеріалів. Перша канадійська космонавтка (Бондар). |
| 46.   | 24 березня   | 1992 | STS-45   | Атлантіс   | 7      | 8д 22г     | Кеннеді    |         | Перша атмосферна лабораторія для додатків і науки (ATLAS-1): міжнародні експерименти з атмосферних і астрономічних досліджень. Перший бельгійський космонавт (Фрімо). |
| 47.   | 7 травня     | 1992 | STS-49   | Індевор    | 7      | 8д 21г     | Едвардс    |         | Перший політ Індевора. Впіймано, додано новий прискорювач і знову запущено супутник INTELSAT VI (F-3). |
| 48.   | 25 червня    | 1992 | STS-50   | Колумбія   | 7      | 13д 19г    | Кеннеді    |         | Перша мікрогравітаційна лабораторія Сполучених Штатів (USML-1): різні мікрогравітаційні експерименти. |
| 49.   | 31 липня     | 1992 | STS-46   | Атлантіс   | 7      | 7д 23г     | Кеннеді    |         | Виведено апарат ЄКА EURECA (Європейський апарат, який можна повернути). Не вдалось вивести спільний апарат NASA/Італійського космічного агентства TSS (супутник на прив'язі). Перший швейцарський космонавт (Нікольє). Перший італійський космонавт (Малерба). |
| 50.   | 12 вересня   | 1992 | STS-47   | Індевор    | 7      | 7д 22г     | Кеннеді    |         | Спільна місія NASA і NASDA (японської космічної агенції); матеріалознавчі і медико-біологічні дослідження в умовах мікрогравітації. Перша космонавтка-афроамериканка (Джемісон). Вперше в космосі чоловік і дружина (Лі і Девіс). |
| 51.   | 22 жовтня    | 1992 | STS-52   | Колумбія   | 6      | 9д 20г     | Кеннеді    |         | Виведено лазерний геодинамічний супутник (LAGEOS-II). USMP-1 (американський мікрогравітаційний корисний вантаж): фізичні експерименти. |
| 52.   | 2 грудня     | 1992 | STS-53   | Діскавері  | 5      | 7д 7г      | Едвардс    |         | Засекречений корисний вантаж Міністерства оборони США, офіційно розвідувальний супутник. Різноманітні несекретні наукові експерименти. |
| 53.   | 13 січня     | 1993 | STS-54   | Індевор    | 5      | 5д 23г     | Кеннеді    |         | Виведено п'ятий супутник TDRS (TDRS-F). Дифузний рентгенівський спектрометр (DXS) і експерименти в умовах мікрогравітації. |
| 54.   | 8 квітня     | 1993 | STS-56   | Діскавері  | 5      | 9д 6г      | Кеннеді    |         | Атмосферна лабораторія для додатків і науки (ATLAS-2). Атмосферні і сонячні наукові дослідження. |
| 55.   | 26 квітня    | 1993 | STS-55   | Колумбія   | 7      | 9д 23г     | Едвардс    |         | Політ Спейслеб, який спонсорувала Німеччина: різноманітні наукові експерименти. |
| 56.   | 21 червня    | 1993 | STS-57   | Індевор    | 6      | 9д 23г     | Кеннеді    |         | Перший політ SPACEHAB: Біомедичні і матеріалознавчі наукові експерименти. Повернуто апарат ЄКА EURECA (Європейський апарат, який можна повернути). |
| 57.   | 12 вересня   | 1993 | STS-51   | Діскавері  | 5      | 9д 20г     | Кеннеді    |         | Виведено ACTS (Advanced Communications Technology Satellite, супутник просунутих технологій зв'язку). Астрономічні ультрафіолетові спостереження. |
| 58.   | 18 жовтня    | 1993 | STS-58   | Колумбія   | 7      | 14д 0г     | Едвардс    |         | Місія медико-біологічних досліджень Спейслеб. |
| 59.   | 2 грудня     | 1993 | STS-61   | Індевор    | 7      | 10д 19г    | Кеннеді    |         | Перша місія обслуговування телескопа Хаббл. |
| 60.   | 3 лютого     | 1994 | STS-60   | Діскавері  | 6      | 7д 6г      | Кеннеді    |         | SPACEHAB-2: матеріалознавчі і медико-біологічні дослідження. Виведено Wake Shield Facility-1. Медичні і радіологічні дослідження. Перший політ російського космонавта на шатлі (Крикальов). |
| 61.   | 4 березня    | 1994 | STS-62   | Колумбія   | 5      | 13д 23г    | Кеннеді    |         | Різноманітні наукові експерименти. |
| 62.   | 9 квітня     | 1994 | STS-59   | Індевор    | 6      | 11д 5г     | Кеннеді    |         | Радарне картографування Землі і дослідження атмосфери. |
| 63.   | 8 липня      | 1994 | STS-65   | Колумбія   | 7      | 14д 17г    | Кеннеді    |         | IML-2: різноманітні наукові експерименти. Перша японська космонавтка (Наіто-Мукаі). |
| 64.   | 9 вересня    | 1994 | STS-64   | Діскавері  | 6      | 10д 22г    | Едвардс    |         | Спостереження за атмосферою і Сонцем. |
| 65.   | 30 вересня   | 1994 | STS-68   | Індевор    | 6      | 11д 5г     | Едвардс    |         | Радіолокаційне зображення Землі. |
| 66.   | 3 листопада  | 1994 | STS-66   | Атлантіс   | 6      | 10д 22г    | Едвардс    |         | Дослідження атмосфери за допомогою ATLAS-3. |
| 67.   | 3 лютого     | 1995 | STS-63   | Діскавері  | 6      | 8д 6г      | Кеннеді    |         | Зближення зі станціюєю Мир до 11 метрів. Перша жінка-пілот (Коллінз). SPACEHAB-3: різноманітні наукові експерименти. Перша ПКД афроамериканського космонавта (Херріс). |
| 68.   | 2 березня    | 1995 | STS-67   | Індевор    | 7      | 16д 15г    | Едвардс    |         | Ультрафіолетові астрономічні спостереження. Встановлено рекорд тривалості польоту. |
| 69.   | 27 червня    | 1995 | STS-71   | Атлантіс   | 7/8    | 9д 19г     | Кеннеді    |         | Перше стикування Шатл-Мир. Біомедичні експерименти. Старт з екіпажем тринадцятих відвідин і дев'ятнадцятим основним екіпажем станції Мир (Соловйов і Бударін), посадка з екіпажем тринадцятих відвідин і двадцятим основним (Дежуров/Стрекалов/Тагард). |
| 70.   | 13 липня     | 1995 | STS-70   | Діскавері  | 5      | 8д 22г     | Кеннеді    |         | Виведено сьомий TDRS. Біологічні і біомедичні дослідження. |
| 71.   | 7 вересня    | 1995 | STS-69   | Індевор    | 5      | 10д 20г    | Кеннеді    |         | Спостереження за Сонцем. Виведено Wake Shield Facility-2. |
| 72.   | 20 жовтня    | 1995 | STS-73   | Колумбія   | 7      | 15д 21г    | Кеннеді    |         | Експерименти в умовах мікрогравітації. |
| 73.   | 12 листопада | 1995 | STS-74   | Атлантіс   | 5      | 8д 4г      | Кеннеді    |         | Друге стикування Шаттл-Мир. На ОС Мир доставлено додатковий російський стикувальний модуль для полегшення стикування шатлів і панелі сонячних батарей. |
| 74.   | 11 січня     | 1996 | STS-72   | Індевор    | 6      | 8д 22г     | Кеннеді    |         | Впіймано і повернуто на Землю Space Flyer Unit (японський мікрогравітаційний дослідницький космічний апарат) |
| 75.   | 22 лютого    | 1996 | STS-75   | Колумбія   | 7      | 15д 17г    | Кеннеді    |         | Виведено TSS-1R (повторно, частково успішно). Дослідження мікрогравітації. |
| 76.   | 22 березня   | 1996 | STS-76   | Атлантіс   | 6      | 9д 5г      | Кеннеді    |         | Третє стикування Шатл-Мир. Старт з екіпажем п'ятнадцятих відвідин станції Мир і космонавткою двадцять першого і двадцять другого основного екіпажів, першою американкою в екіпажі станції (Люсід), посадка з екіпажем п'ятнадцятих відвідин. |
| 77.   | 19 травня    | 1996 | STS-77   | Індевор    | 6      | 10д 0г     | Кеннеді    |         | SPACEHAB-4: різноманітні наукові експерименти. Виведено супутник Spartan-207/IAE(Inflatable Antenna Experiment, експериментальна надувна антена). Зближення з експериментальним супутником. |
| 78.   | 20 червня    | 1996 | STS-78   | Колумбія   | 7      | 16д 21г    | Кеннеді    |         | Мікрогравітаційні, фізіологічні і медико-біологічні дослідження. |
| 79.   | 16 вересня   | 1996 | STS-79   | Атлантіс   | 6/6    | 10д 3г     | Кеннеді    |         | Четверте стикування Шатл-Мир. Різноманітні наукові експерименти. |
| 80.   | 29 листопада | 1996 | STS-80   | Колумбія   | 5      | 17д 15г    | Кеннеді    |         | Виведено і повернуто Wake Shield Facility і збудований Німеччиною ORFEUS-SPAS II. Встановлено рекорд тривалості польоту шатла. |
| 81.   | 12 січня     | 1997 | STS-81   | Атлантіс   | 6/6    | 10д 4г     | Кеннеді    |         | П'яте стикування Шатл-Мир. |
| 82.   | 11 лютого    | 1997 | STS-82   | Діскавері  | 7      | 9д 23г     | Кеннеді    |         | Друга місія обслуговування телескопа Хаббл. |
| 83.   | 4 квітня     | 1997 | STS-83   | Колумбія   | 7      | 3д 23г     | Кеннеді    |         | Експерименти в мікрогравітації. Місія закінчилась достроково через проблеми з паливними елементами. |
| 84.   | 15 травня    | 1997 | STS-84   | Атлантіс   | 7/7    | 9д 5г      | Кеннеді    |         | Шосте стикування Шаттл-Мир. |
| 85.   | 1 липня      | 1997 | STS-94   | Колумбія   | 7      | 15д 16г    | Кеннеді    |         | Експерименти в мікрогравітації; повторне виконання запланованого в місії STS-83. |
| 86.   | 7 серпня     | 1997 | STS-85   | Діскавері  | 6      | 11д 20г    | Кеннеді    |         | Дослідження атмосфери «CRISTA-SPAS». |
| 87.   | 25 вересня   | 1997 | STS-86   | Атлантіс   | 7/7    | 10д 19г    | Кеннеді    |         | Сьоме стикування Шатл-Мир. |
| 88.   | 19 листопада | 1997 | STS-87   | Колумбія   | 6      | 15д 16г    | Кеннеді    |         | Різноманітні наукові експерименти. Перша японська ПКД (Дої). Перший український космонавт (Каденюк). |
| 89.   | 22 січня     | 1998 | STS-89   | Індевор    | 7/7    | 8д 19г     | Кеннеді    |         | Восьме стикування Шатл-Мир. |
| 90.   | 17 квітня    | 1998 | STS-90   | Колумбія   | 7      | 15д 21г    | Кеннеді    |         | Неврологічні дослідження. Остання місія Спейслеб. |
| 91.   | 2 червня     | 1998 | STS-91   | Діскавері  | 6/7    | 9д 19г     | Кеннеді    |         | Дев'яте і останнє стикування Шатл-Мир. Астрофізичні дослідження. |
| 92.   | 29 жовтня    | 1998 | STS-95   | Діскавері  | 7      | 8д 21г     | Кеннеді    |         | Різноманітні наукові експерименти. Перший іспанський космонавт (Дуке). Ветеран Джон Гленн здійснив політ у віці 77 років. |
| 93.   | 4 грудня     | 1998 | STS-88   | Індевор    | 6      | 11д 19г    | Кеннеді    |         | Перший пілотований політ до Міжнародної космічної станції, МКС (політ ISS-2A): виведено американський модуль Юніті МКС з двома стикувальними адаптерами PMA-1 і PMA-2 й зістиковано їх з російським модулем Заря. |
| 94.   | 27 травня    | 1999 | STS-96   | Діскавері  | 7      | 9д 19г     | Кеннеді    |         | Другий пілотований політ до МКС (політ ISS-2A.1): монтажні роботи і доставка запасів. |
| 95.   | 23 липня     | 1999 | STS-93   | Колумбія   | 5      | 4д 22г     | Кеннеді    |         | Виведено космічний телескоп Чандра. Перша жінка-командир шатла (Коллінз). |
| 96.   | 19 грудня    | 1999 | STS-103  | Діскавері  | 7      | 7д 23г     | Кеннеді    |         | Третя місія обслуговування телескопа Хаббл. |
| 97.   | 11 лютого    | 2000 | STS-99   | Індевор    | 6      | 11д 5г     | Кеннеді    |         | Радіолокаційне топографічне картографування поверхні Землі. |
| 98.   | 19 травня    | 2000 | STS-101  | Атлантіс   | 7      | 9д 21г     | Кеннеді    |         | Третій пілотований політ до МКС (політ ISS-2A.2a): профілактичні роботи і доставка запасів. |
| 99.   | 8 вересня    | 2000 | STS-106  | Атлантіс   | 7      | 11д 19г    | Кеннеді    |         | Четвертий пілотований політ до МКС (політ ISS-2A.2b): доставка запасів. |
| 100.  | 11 жовтня    | 2000 | STS-92   | Діскавері  | 7      | 12д 21г    | Едвардс    |         | П'ятий пілотований політ до МКС (політ ISS-3A): оснащення станції, доставка і установка ферми Z1 і стикувального адаптера PMA-3 на модуль Юніті. |
| 101.  | 30 листопада | 2000 | STS-97   | Індевор    | 5      | 10д 19г    | Кеннеді    |         | Сьомий пілотований політ до МКС (політ ISS-4A): доставка і установка інтегрованої ферми P6 з двома панелями сонячних батарей на ферму Z1; доставка запасів. |
| 102.  | 7 лютого     | 2001 | STS-98   | Атлантіс   | 5      | 12д 21г    | Едвардс    |         | Восьмий пілотований політ до МКС (політ ISS-5A): доставка і установка модуля Дестіні, перестикування адаптера PMA-2; доставка запасів. |
| 103.  | 8 березня    | 2001 | STS-102  | Діскавері  | 7/7    | 12д 19г    | Кеннеді    |         | Дев'ятий пілотований політ до МКС (політ ISS-5A.1): доставка і повернення модуля Леонардо з вантажем; доставлено другий основний екіпаж станції, забрано перший основний. |
| 104.  | 19 квітня    | 2001 | STS-100  | Індевор    | 7      | 11д 21г    | Едвардс    |         | Десятий пілотований політ до МКС (політ ISS-6A): доставка і установка робота-маніпулятора Канадарм-2, доставка і повернення модуля Рафаело з вантажем. |
| 105.  | 12 липня     | 2001 | STS-104  | Атлантіс   | 5      | 12д 18г    | Кеннеді    |         | Дванадцятий пілотований політ до МКС (політ ISS-7A): доставка вантажів; доставка і установка шлюзового відсіка Квест на модуль Юніті. |
| 106.  | 10 серпня    | 2001 | STS-105  | Діскавері  | 7/7    | 11д 21г    | Кеннеді    |         | Тринадцятий пілотований політ до МКС (політ ISS-7A.1): доставка і повернення модуля Леонардо з вантажем; доставлено третій основний екіпаж станції, забрано другий основний. |
| 107.  | 5 грудня     | 2001 | STS-108  | Індевор    | 7/7    | 11д 19г    | Кеннеді    |         | П'ятнадцятий пілотований політ до МКС (політ ISS-UF1): доставка і повернення модуля Рафаело з вантажем; доставлено четвертий основний екіпаж станції, забрано третій основний. |
| 108.  | 1 березня    | 2002 | STS-109  | Колумбія   | 7      | 10д 22г    | Кеннеді    |         | Четверта місія обслуговування телескопа Хаббл. |
| 109.  | 8 квітня     | 2002 | STS-110  | Атлантіс   | 7      | 10д 19г    | Кеннеді    |         | Шістнадцятий пілотований політ до МКС (політ ISS-8A): доставка вантажів, доставка і установка: центральної ланки інтегрованої ферми S0 згори модуля Дестіні, мобільного транспортера. |
| 110.  | 5 червня     | 2002 | STS-111  | Індевор    | 7/7    | 13д 20г    | Едвардс    |         | Перший космонавт з Африки (ПАР) і другий космічний турист (Шаттлворс). |
| 111.  | 7 жовтня     | 2002 | STS-112  | Атлантіс   | 6      | 10д 19г    | Кеннеді    |         | Вісімнадцятий пілотований політ до МКС (політ ISS-UF2): доставка і установка на мобільний транспортер MBS (Mobile Remote Servicer Base System) — платформи для маніпулятора Канадарм-2, доставка і повернення модуля Леонардо з вантажем; доставлено п'ятий основний екіпаж станції, забрано четвертий основний. |
| 112.  | 23 листопада | 2002 | STS-113  | Індевор    | 7/7    | 13д 18г    | Кеннеді    |         | Двадцять перший пілотований політ до МКС (політ ISS-11A): доставка і приєднання зліва до ферми S0 інтегрованої ферми P1; доставлено шостий основний екіпаж станції, забрано п'ятий основний. |
| 113.  | 16 січня     | 2003 | STS-107  | Колумбія   | 7 (†)  | 15д 22г    | -          |         | Наукові дослідження Землі, дослідження в мікрогравітації. Перший ізраїльський космонавт (Рамон). Вибух при поверненні в щільних шарах атмосфери, загинув весь екіпаж. |
| 114.  | 26 липня     | 2005 | STS-114  | Діскавері  | 7      | 13д 21г    | Едвардс    |         | Повернення до польотів після катастрофи Колумбії. Двадцять сьомий пілотований політ до МКС (політ ISS-ULF1): доставка і повернення модуля Рафаело з вантажем, заміна гіроскопа. |
| 115.  | 4 липня      | 2006 | STS-121  | Діскавері  | 7/6    | 12д 18г    | Кеннеді    |         | Тридцятий пілотований політ до МКС (політ ISS-ULF1.1): доставка і повернення модуля Леонардо з вантажем, доставлено бортінженера тринадцятого і чотирнадцятого основного екіпажів станції (Райтер). |
| 116.  | 9 вересня    | 2006 | STS-115  | Атлантіс   | 6      | 11д 19г    | Кеннеді    |         | Тридцять перший пілотований політ до МКС (політ ISS-12A): доставка і установка сонячних батарей P3/P4 на ферму P1. |
| 117.  | 10 грудня    | 2006 | STS-116  | Діскавері  | 7/7    | 12д 20г    | Кеннеді    |         | Тридцять третій пілотований політ до МКС (політ ISS-12A.1): доставка і установка модуля-ферми P5; доставлено бортінженера чотирнадцятого і п'ятнадцятого основного екіпажів станції (Вільямс), забрано бортінженера тринадцятого і чотирнадцятого основного екіпажів (Райтер). Перший шведський космонавт (Фуглесанг). |
| 118.  | 8 червня     | 2007 | STS-117  | Атлантіс   | 7/7    | 13д 20г    | Едвардс    |         | Тридцять п'ятий пілотований політ до МКС (політ ISS-13A): доставка і установка сонячних батарей S3/S4 на ферму S1; доставлено бортінженера п'ятнадцятого і шістнадцятого основного екіпажів станції, забрано бортінженера чотирнадцятого і п'ятнадцятого основного. |
| 119.  | 8 серпня     | 2007 | STS-118  | Індевор    | 7      | 12д 18г    | Кеннеді    |         | Тридцять шостий пілотований політ до МКС (політ ISS- 13A.1): доставка і установка ферми S5 на ферму S3/S4, заміна гіроскопа. |
| 120.  | 23 жовтня    | 2007 | STS-120  | Діскавері  | 7/7    | 15д 02г    | Кеннеді    |         | Тридцять восьмий пілотований політ до МКС (політ ISS-10A): доставка модуля Гармоні, тимчасова установка його маніпулятором Канадарм 2 на лівий стикувальний порту модуля Юніті; доставлено бортінженера шістнадцятого основного екіпажу станції, забрано бортінженера п'ятнадцятого і шістнадцятого основного. |
| 121.  | 7 лютого     | 2008 | STS-122  | Атлантіс   | 7/7    | 12д 18г    | Кеннеді    |         | Тридцять дев'ятий пілотований політ до МКС (політ ISS-1E): доставка модуля Колумб, доставка вантажів; заміна бортінженера шістнадцятого основного екіпажу станції. |
| 122.  | 11 березня   | 2008 | STS-123  | Індевор    | 7/7    | 15д 18г    | Кеннеді    |         | Сороковий пілотований політ до МКС (політ ISS-1J/A): доставка вантажів, доставка і тимчасова установка на зенітний стикувальний вузол модуля Гармоні герметичної секції японського експериментального логістичного модуля (JEM ELM-PS), доставка канадійського високоточного робота Dextre; доставлено бортінженера шістандцятого і сімнадцятого основного екіпажів станції, забрано бортінженера шістандцятого основного. |
| 123.  | 31 травня    | 2008 | STS-124  | Діскавері  | 7/7    | 13д 18г    | Кеннеді    |         | Сорок другий пілотований політ до МКС (політ ISS-1J): доставка вантажів, доставка основного японського герметичного модуля (JEM PM (KIBO)) з маніпулятором (JEM RMS); доставлено бортінженера сімнадцятого і вісімнадцятого основних екіпажів станції, забрано бортіженера шістандцятого і сімнадцятого основних екіпажів.                                                                                                 |
| 124.  | 15 листопада | 2008 | STS-126  | Індевор    | 7      | 15д 20г    | Едвардс    |         | Сорок четвертий пілотований політ до МКС (політ ISS-ULF2): доставка і повернення модуля Леонардо з вантажем; доставлено бортінженера вісімнадцятого основного екіпажу, забрано бортінженера сімнадцятого і вісімнадцятого основни |
| 125.  | 15 березня   | 2009 | STS-119  | Діскавері  | 7/7    | 12д 19г    | Кеннеді    |         | Сорок п'ятий пілотований політ до МКС (політ ISS-15A): доставка ферми S6; доставлено бортінженера вісімнадцятого, дев'ятнадцятого і двадцятого основного екіпажів станції, забрано бортінженера вісімнадцятого основного |
| 126.  | 11 травня    | 2009 | STS-125  | Атлантіс   | 7      | 12д 21г    | Едвардс    |         | П'ята, остання, місія обслуговування телескопа Хаббл. |
| 127.  | 15 липня     | 2009 | STS-127  | Індевор    | 7/7    | 15д 16г    | Кеннеді    |         | Сорок восьмий пілотований політ до МКС (політ ISS-2J/A): доставка негерметичних частин японського модуля Кібо: Experiment Module Exposed Facility (JEM EF) і Experiment Logistics Module — Exposed Section (ELM-ES); доставлено бортінженера двадцятого основного екіпажу станції, забрано бортінженера вісімнадцятого, дев'ятнадцятого і двадцятого основного.                                                            |
| 128.  | 28 серпня    | 2009 | STS-128  | Діскавері  | 7/7    | 13д 21г    | Едвардс    |         | Сорок дев'ятий пілотований політ до МКС (політ ISS-17A): доставка і повернення модуля Леонардо з вантажем; доставлено бортінженера двадцятого/двадцять першого основного екіпажів станції, забрано бортінженера двадцятого основного. |
| 129.  | 16 листопада | 2009 | STS-129  | Атлантіс   | 6/7    | 10д 19г    | Кеннеді    |         | П'ятдесят перший пілотований політ до МКС (політ ISS-ULF3): доставка двох негерметичних вантажних платформ ELC1 і ELC2 (EXPRESS Logistics Carrier); забрано бортінженера двадцятого/двадцять першого основного екіпажів станції. |
| 130.  | 8 лютого     | 2010 | STS-130  | Індевор    | 6      | 13д 18г    | Кеннеді    |         | П'ятдесят третій пілотований політ до МКС (політ ISS-20A): доставка модуля Ноуд-3 Транквіліті (Спокій) і модуля панорамного огляду Купол. |
| 131.  | 5 квітня     | 2010 | STS-131  | Діскавері  | 7      | 15д 03г    | Кеннеді    |         | П'ятдесят п'ятий пілотований політ до МКС (політ ISS-19A): доставка і повернення модуля Леонардо з вантажем. |
| 132.  | 14 травня    | 2010 | STS-132  | Атлантіс   | 6      | 11д 18г    | Кеннеді    |         | П'ятдесят шостий пілотований політ до МКС (політ ISS-ULF4): доставлено російський модуль «Рассвет» (Світанок). |
| 133.  | 24 лютого    | 2011 | STS-133  | Діскавері  | 6      | 12д 19г    | Кеннеді    |         | Політ до МКС: доставлено обладнання й матеріали в транспортному модулі «Леонардо». Доставлено експериментального робота «Робонавт-2» (англ. Robonaut2). Останній політ шатла «Діскавері». |
| 134.  | 16 травня    | 2011 | STS-134  | Індевор    | 6      | 15д 18г    | Кеннеді    |         | Політ до МКС: виведення на орбіту Магнітного альфа-спектрометра (англ. AMS, Alpha Magnetic Spectrometer). Останній політ шатла «Індевор». |
| 135.  | 8 липня      | 2011 | STS-135  | Атлантіс   | 4      | 12д 18г    | Кеннеді    |         | Політ до МКС: доставлено обладнання, запасні частини і матеріали в транспортному модулі «Рафаель». Останній політ шатла «Атлантіс» і Останній політ в рамках програми «Спейс шаттл» |

## Дослідницькі польоти в атмосфері

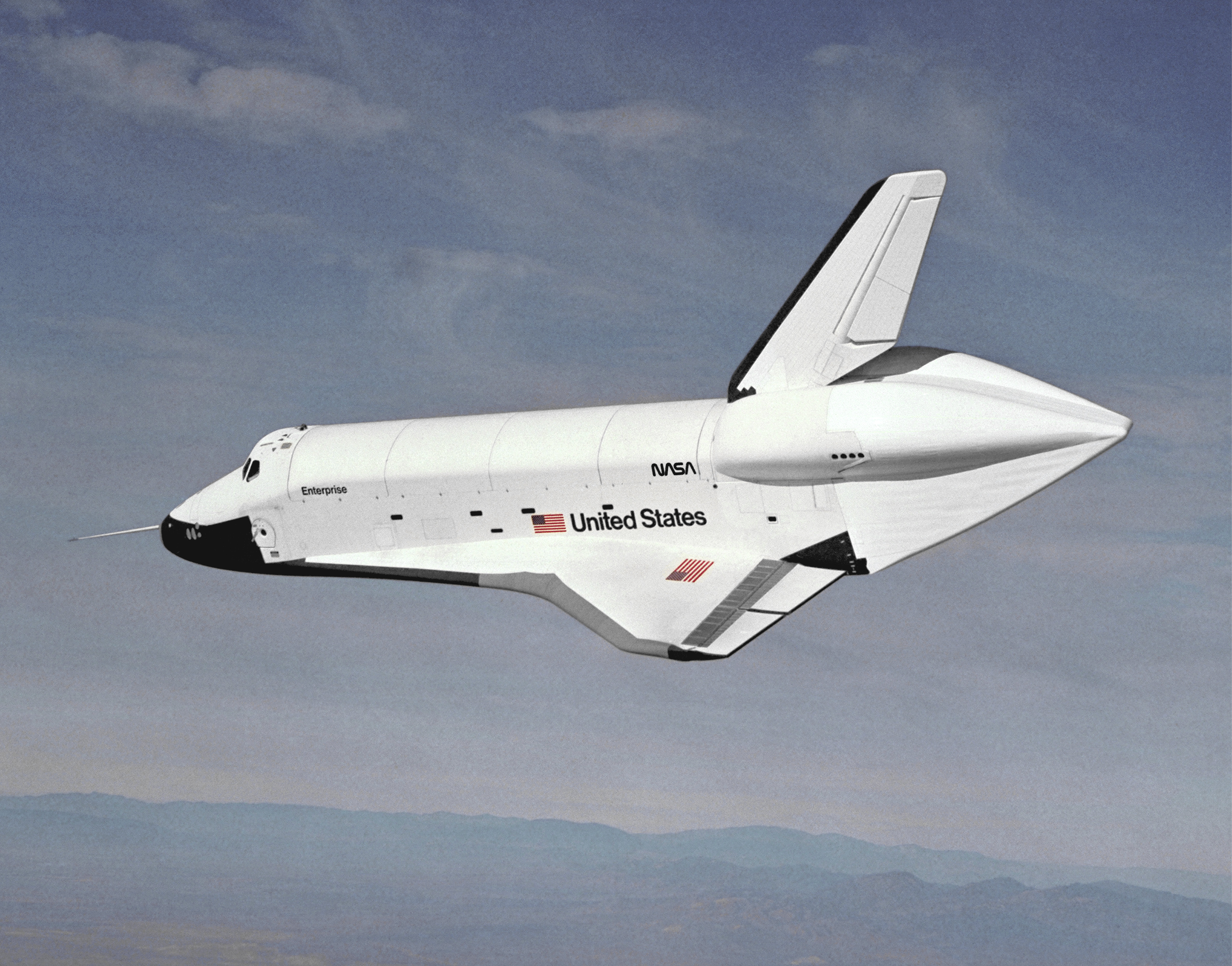
Шатл Ентерпрайз у польоті

У рамках програми «Space Shuttle» для аеродинамічних випробувань і відпрацювання приземлення, у 1977 році було збудовано шатл Ентерпрайз. Випробування аеродинаміки відбувалися при закріпленому шатлі на фюзеляжі літака. В 5 останніх випробуваннях шатл відокремлювався від літака-носія і під керівництвом екіпажа здійснював приземлення. В космос шатл Ентерпрайз ніколи не літав.

### Статистика польотів шатла Ентерпрайз
| Тестових запусків в атмосфері | Час у польотах      | Найдовший політ     | Перший політ | Перший політ   | Останній політ | Останній політ |
| Тестових запусків в атмосфері | Час у польотах      | Найдовший політ     | Політ        | Дата           | Політ          | Дата           |
| ----------------------------- | ------------------- | ------------------- | ------------ | -------------- | -------------- | -------------- |
| 5                             | 20 хвилин 58 секунд | 5 хвилин 34 секунди | ALT-12       | 12 серпня 1977 | ALT-16         | 26 серпня 1977 |

## Галерея

### Фото

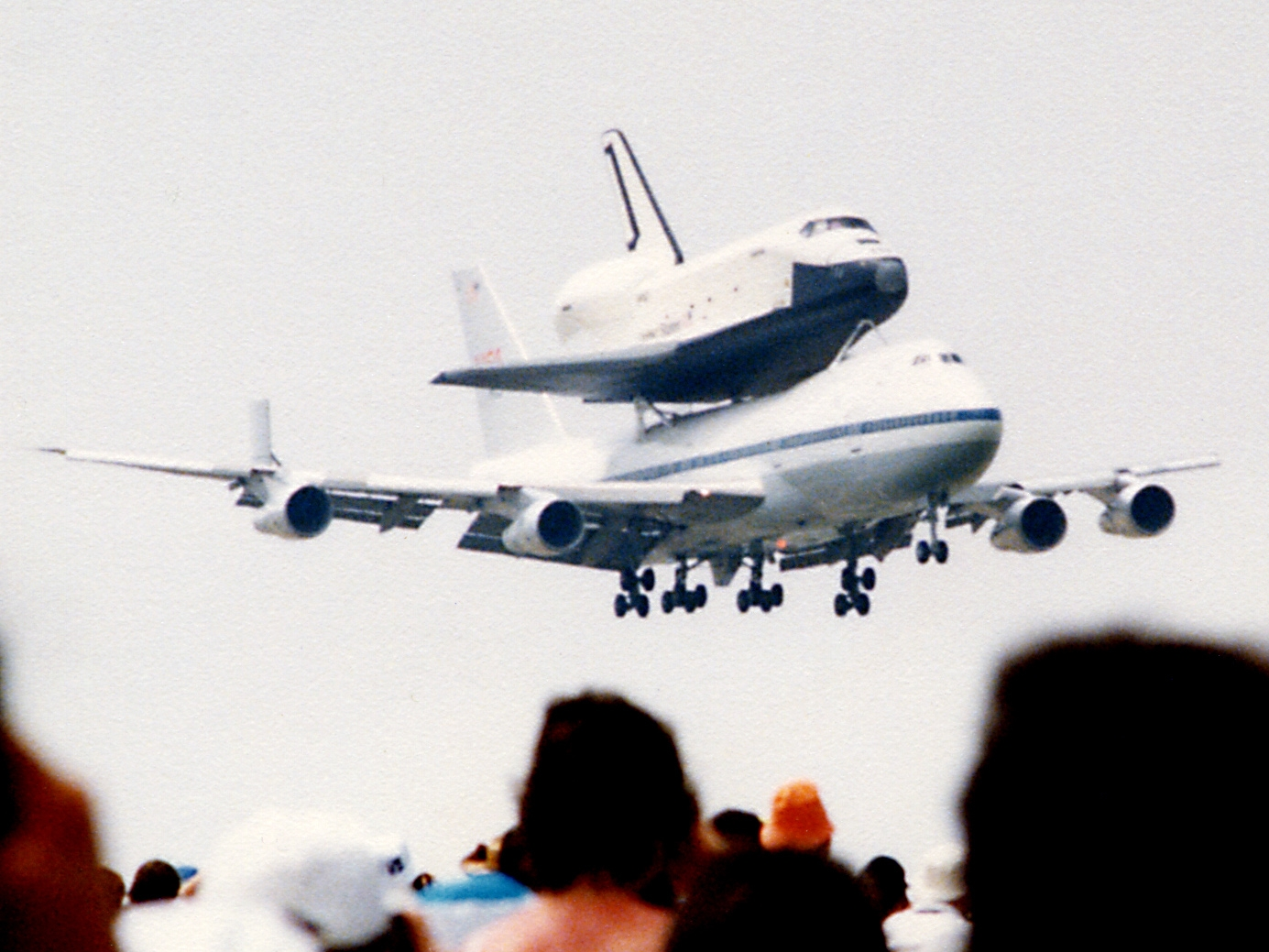
Ентерпрайз на Боінгу 747.
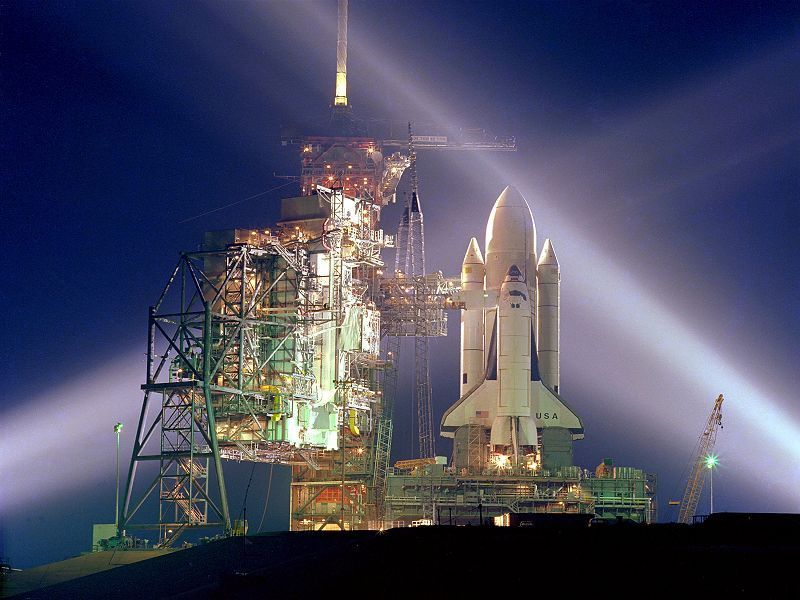
Колумбія перед стартом першої місії.
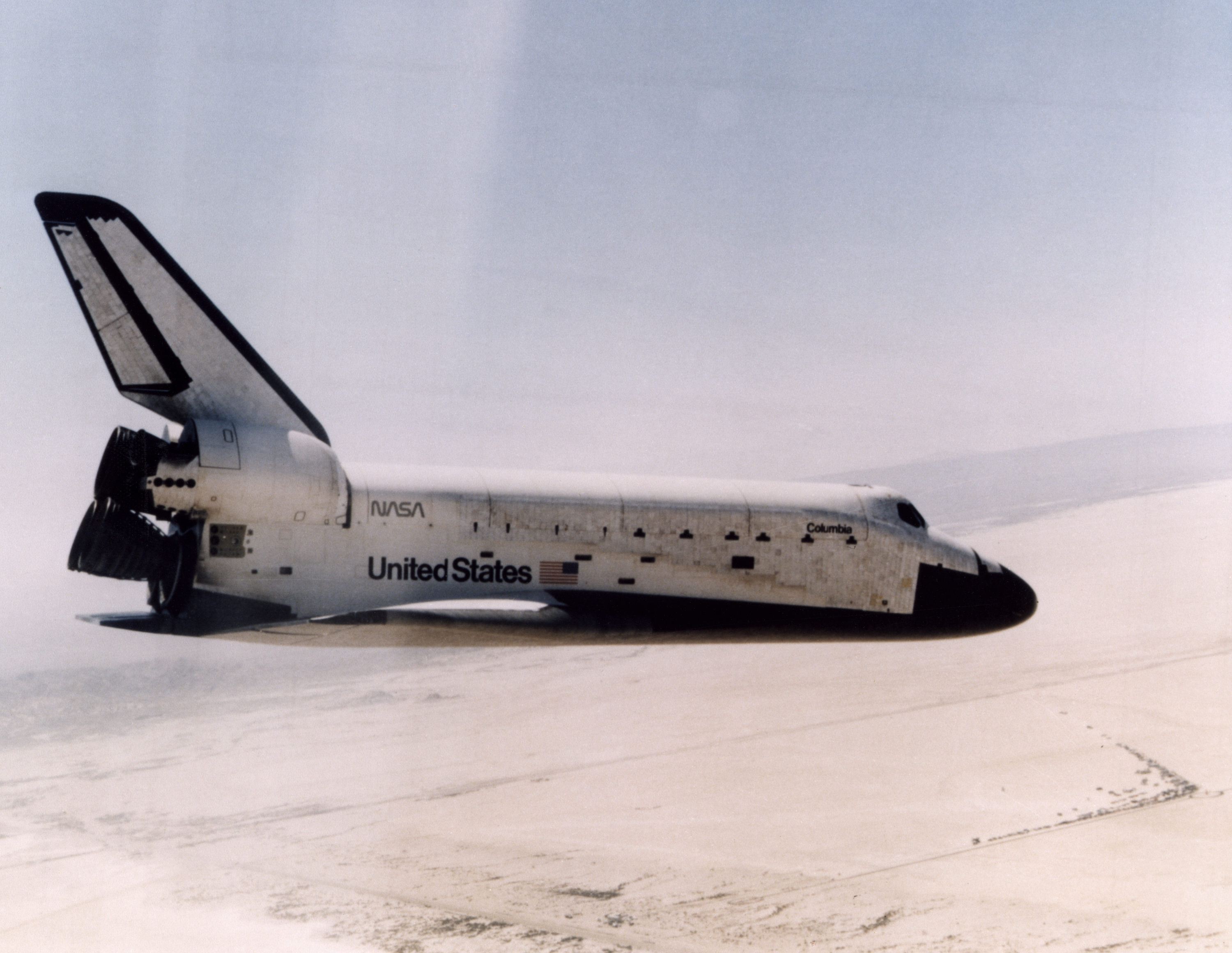
Приземлення під час місії STS-1.
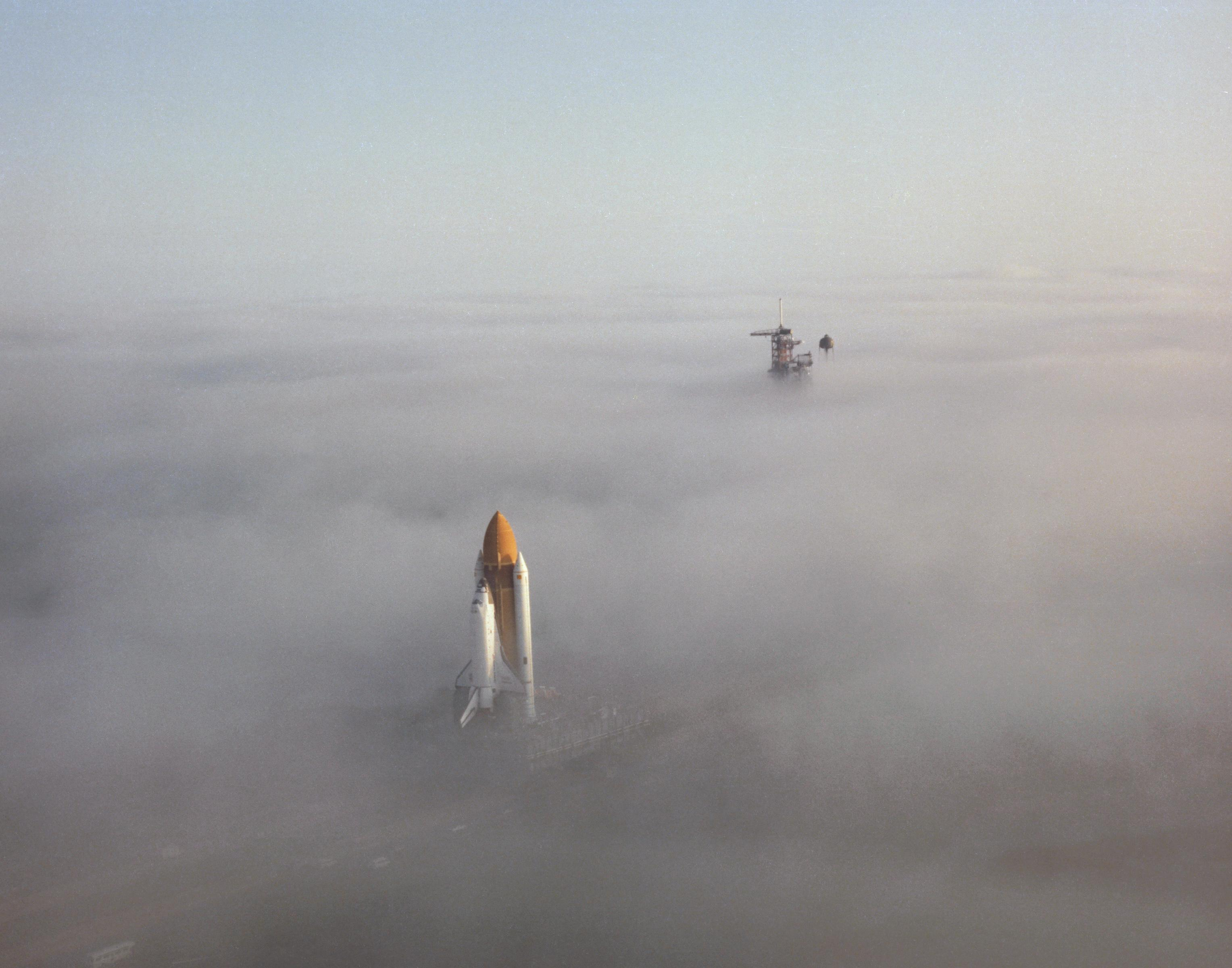
Челленджер перед стартом в тумані.
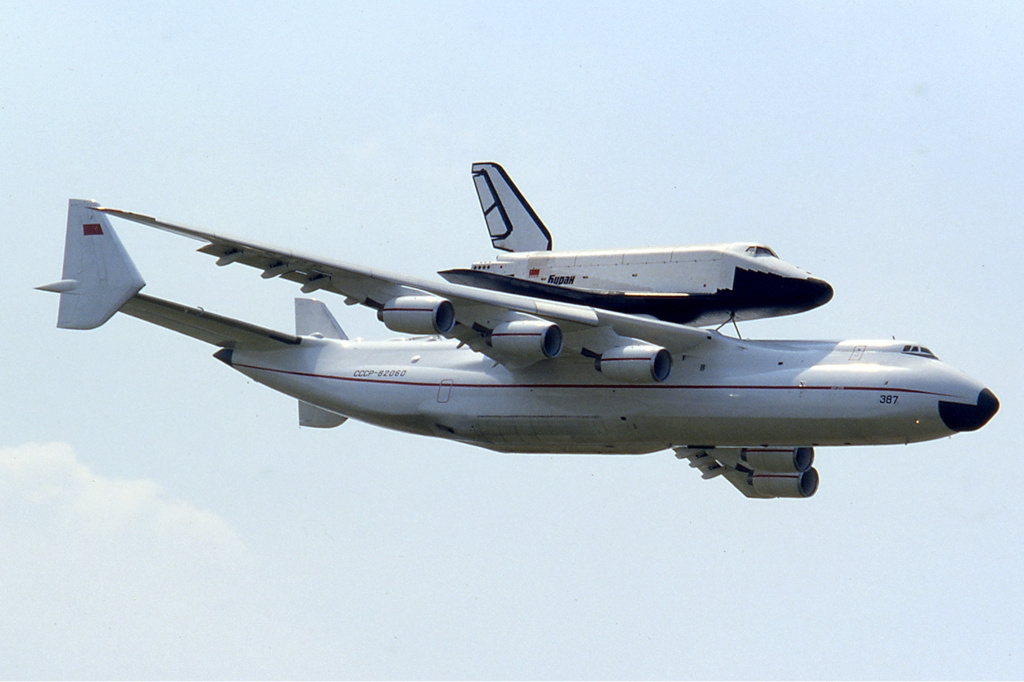
Ан-225 з Бураном у польоті.
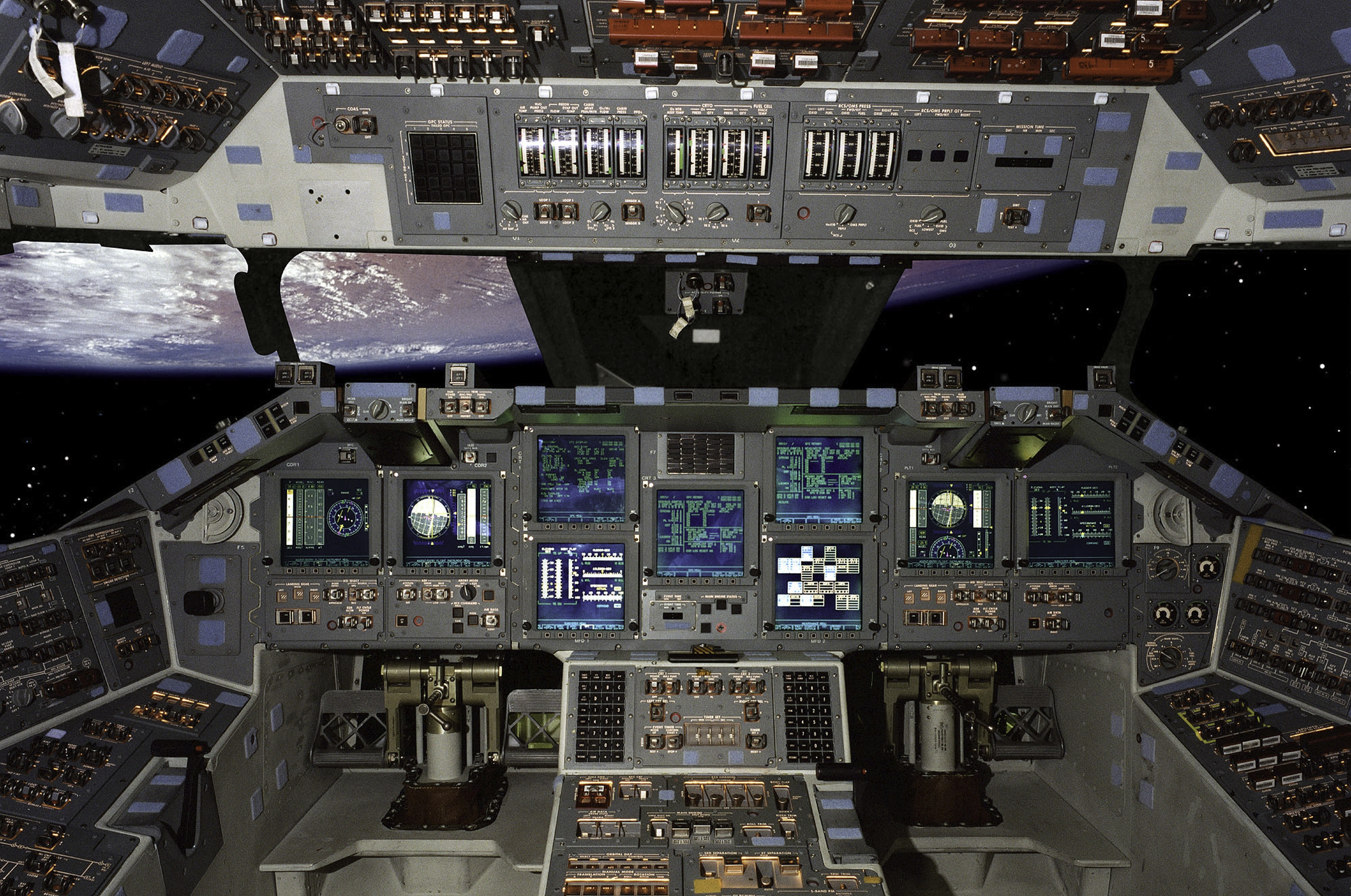
Кабіна човника Атлантіс під час проведення однієї з місій.
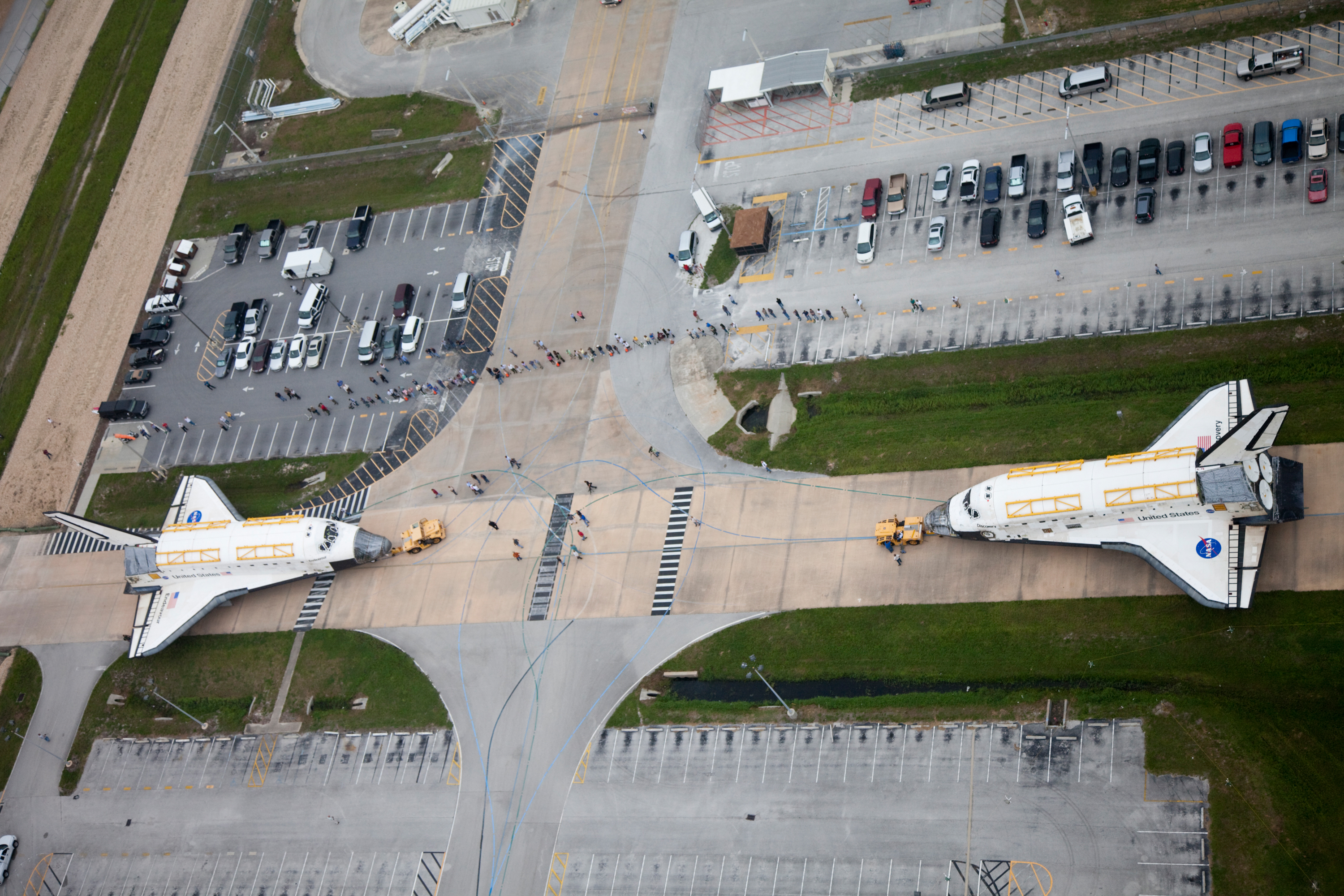
Індевор і Діскавері.
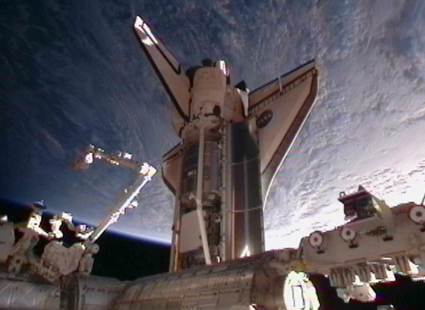
Діскавері пристикований до МКС.
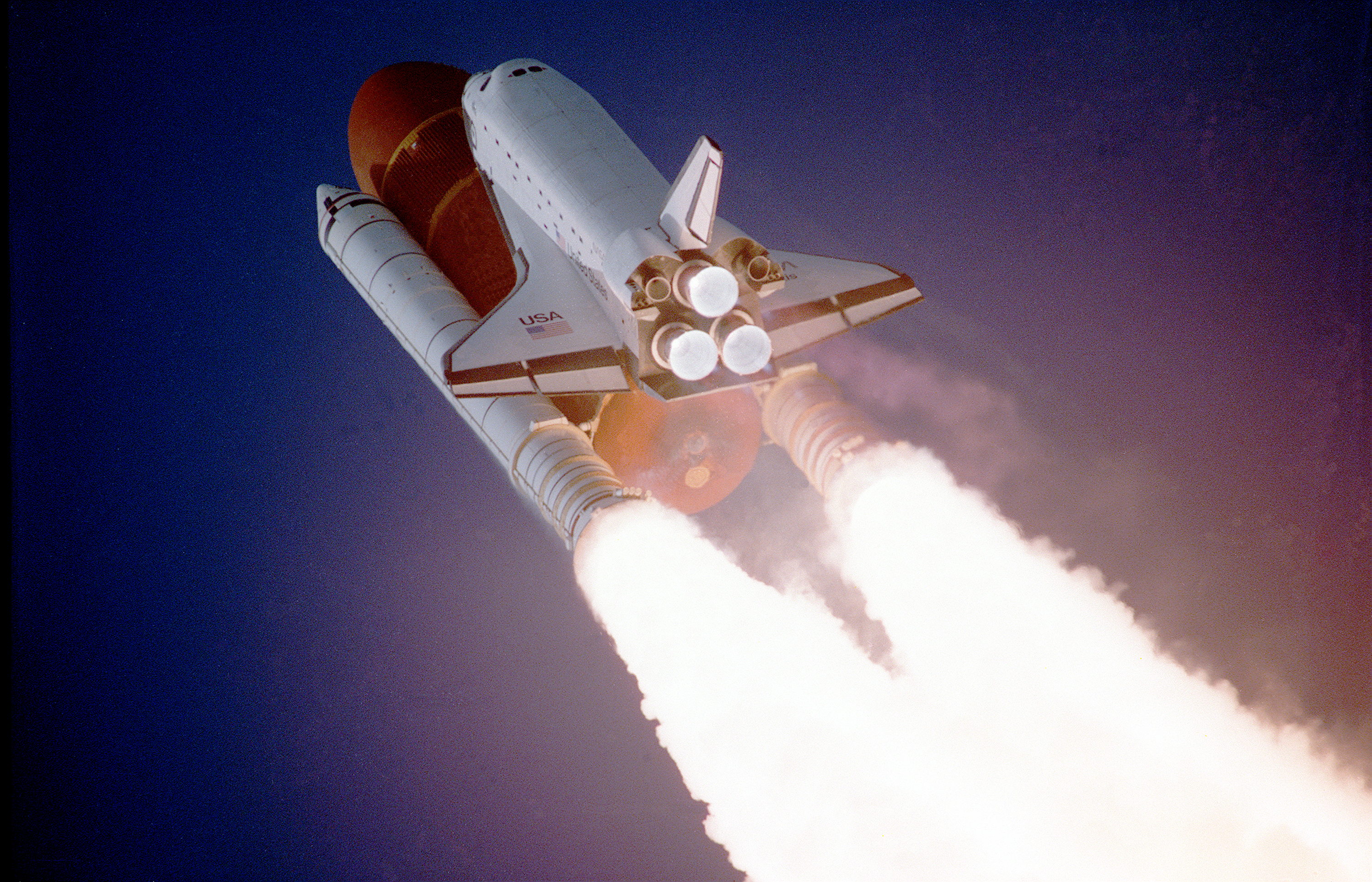
Зліт шатла Атлантіс.
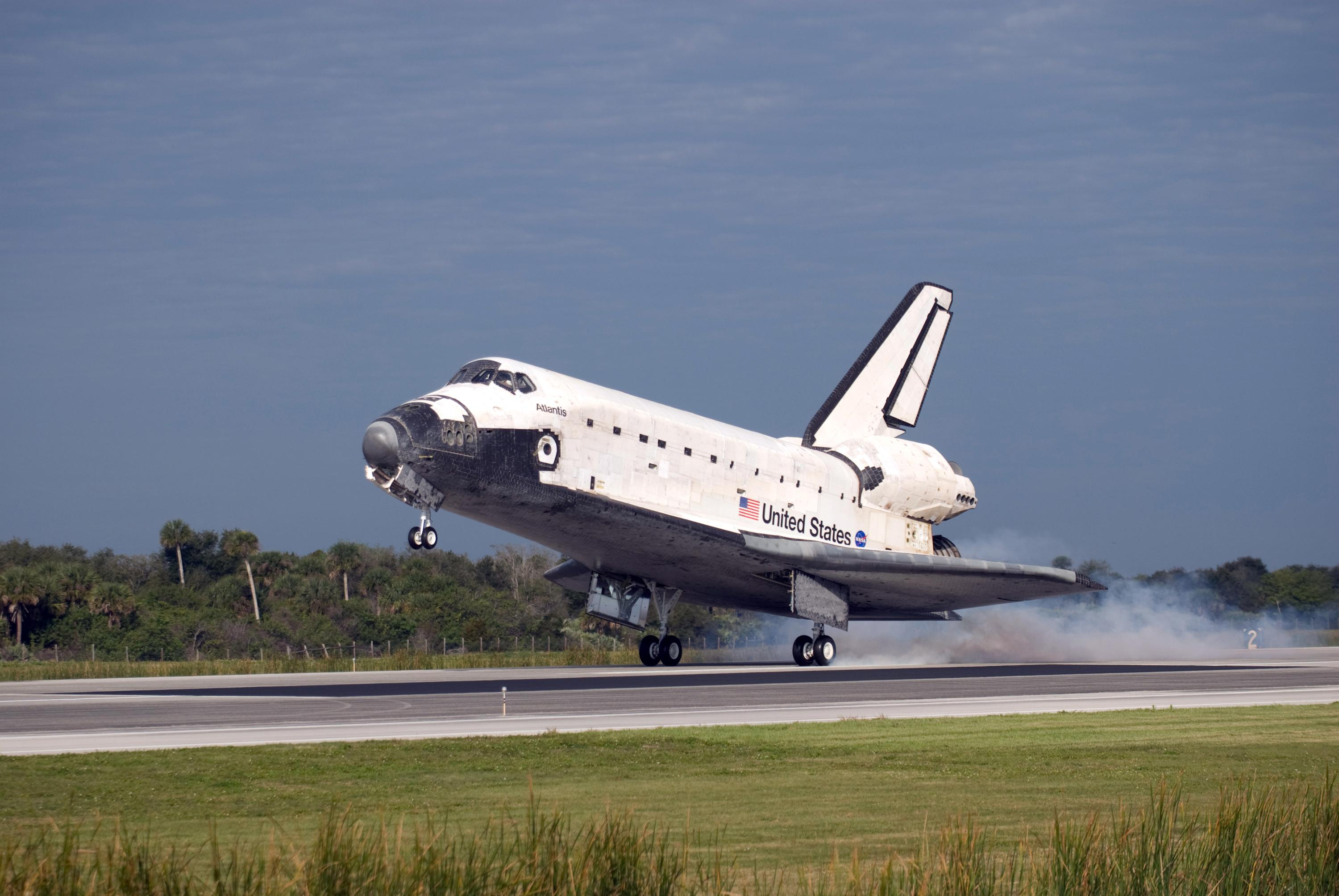
Приземлення Атлантіса.
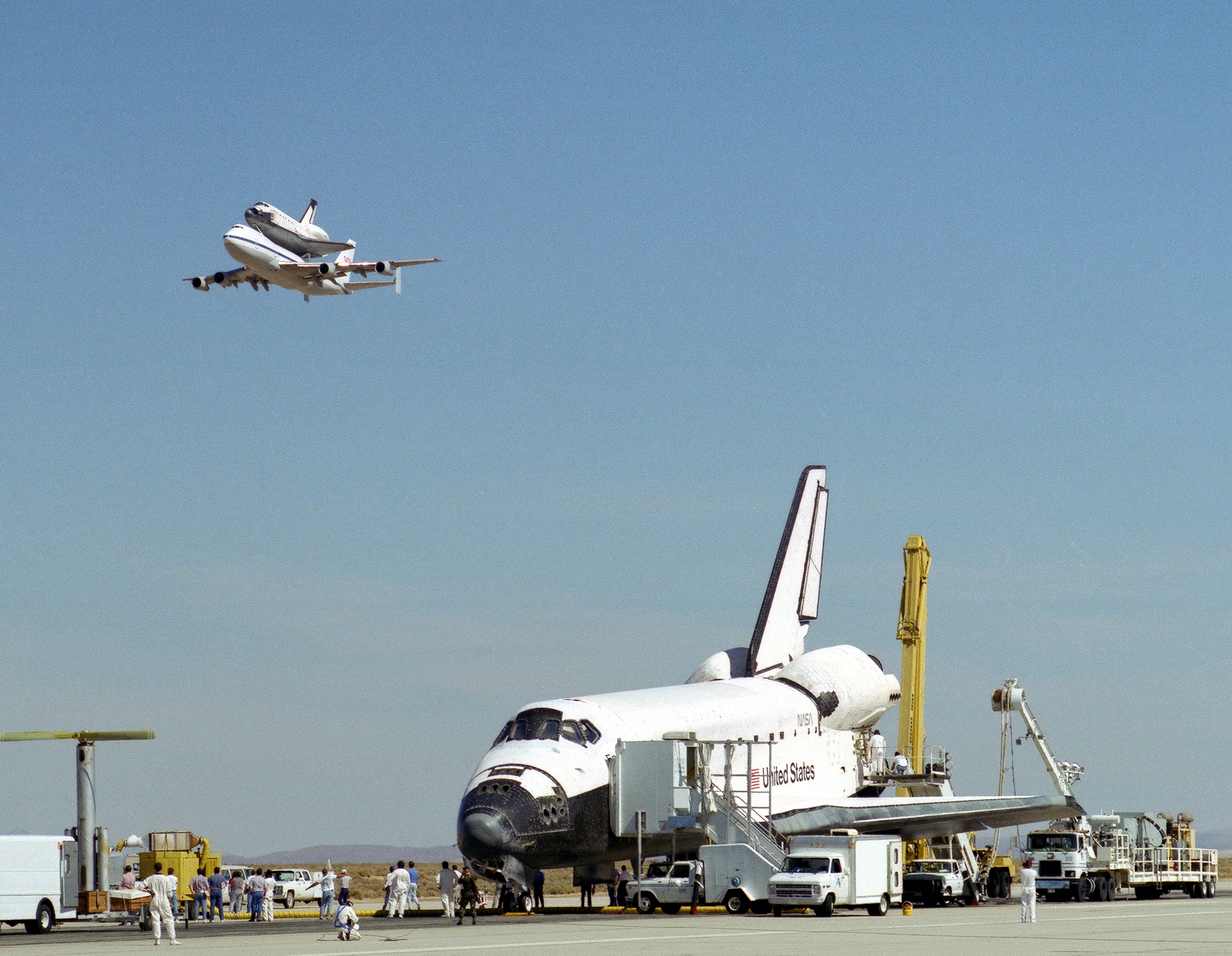
Індевор на Землі і Колумбія у повітрі.
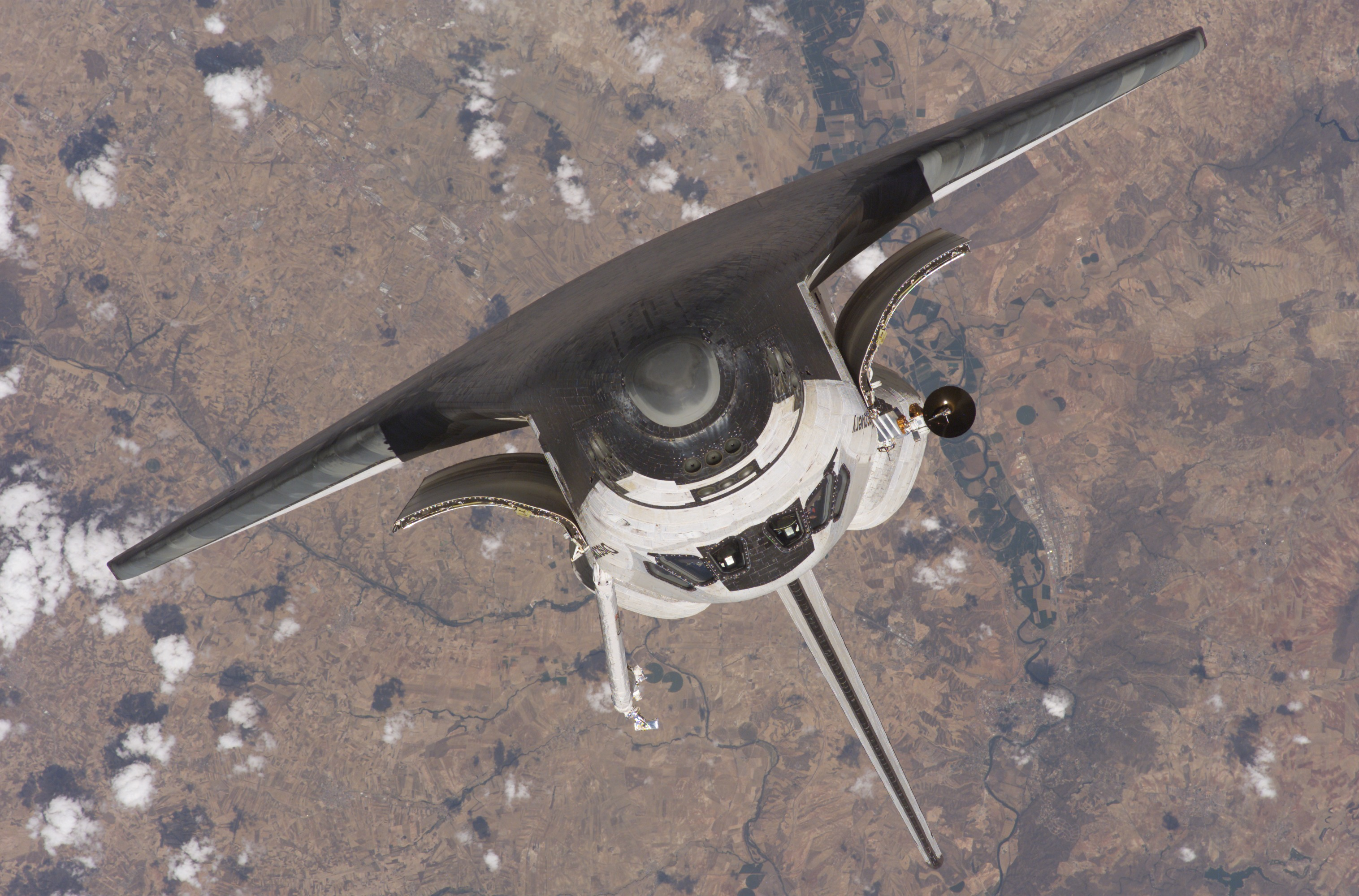
Діскавері на орбіті.

### Відео
- Приземлення шатла Атлантіс місія STS-112
- Старт шатла Колумбія, місія STS-107
- Зліт Boeing 747 з шатлом Ентерпрайз
- Загибель шатла Челленджер.
- Вихід астронавтів у відкритий космос під час місії STS-128
- Шатл Діскавері на орбіті, місія STS-119